# Sara Borrell Ruiz
Sara Borrell Ruiz (Madrid, 1917 - 1999) fou una farmacèutica i bioquímica madrilenya destacada pels seus treballs pioners sobre anàlisi i metabolisme d'hormones esteroides.

## Ambient familiar
Tant l'àvia Clementina Albèniz, que va ser mestre de la Asociación para la Enseñanza de la mujer, com la resta de la família van donar suport als desitjos d'estudiar de Sara. La seva família era liberal i va estar compromesa en temes socials. El seu pare, membre d'Izquierda Republicana, va estar empresonat en acabar la Guerra Civil.

## Formació
Sara va voler estudiar enginyeria agrònoma, però al no ser admesa, es va decidir pels estudis de Farmàcia a la Universitat de Madrid el 1933. Es va llicenciar el 1940 i va obtenir el doctorat el 1944 amb una tesi sobre les aigües del riu Tajo.

## Investigació
De la mà de José María Albareda va esdevenir professora d'investigació del Consell Superior d'Investigacions Científiques (CSIC), on es va fer estudis sobre les proteïnes de la llet, treballs que la van portar a investigar en el Hanna Dairy Research Institute d'Escòcia amb Norman C. Wright.
El 1950, Gregorio Marañón, la va animar a investigar en el, aleshores, recentment creat Institut d'Endocrinologia Experimental, oferint-li la possibilitat de complementar els seus estudis sobre bioquímica i metabolisme de les hormones a l'estranger.
L'any 1963, arran de la mort de Gregorio Marañón, es va crear l'Institut Gregorio Marañón i Sara s'encarregà de la Secció d'Esteroides. En aquest mateix any es va crear la Societat Espanyola de Bioquímica de la qual Sara va ser socia fundadora. Ja l'any 1983 al inaugurar-se l'Institut Cajal del CISC entra a treballar allí, on permaneix fins a la seua jubilació l'any 1989.

## Èxits
Sara va introduir a Espanya els coneixements i les tècniques que va adquirir al llarg de les seves estades a l'estranger entre 1946 i 1961. Una d'elles, per exemple, a Massachusetts amb G. Pincus, l'inventor de la píndola anticonceptiva, en la Worcester Foundation for Experimental Biology i una altra a la Unitat de Recerca d'Endocrinologia Clínica a Edimburg.
Pincus la recomanà per participar en les proves sobre l'eficàcia de la píndola anticonceptiva a Puerto Rico però ella no va voler allunyar-se de la seva família.
Molts i moltes estudiants van tenir el privilegi de realitzar les seves tesis doctorals al costat d'ella, i encara que després de més de 40 anys d'investigacions es va jubilar sense cap tipus d'homenatge, avui dia podem arribar a conèixer-la gràcies a un programa d'ajudes per a contractes postdoctorals, des que l'Institut de Salut de Carlos III li va donar el seu nom.

## Publicacions
La primera publicació d'un dels seus articles científics es va fer a la revista Nature l'any 1952. Des d'aleshores, tots els seus treballs van estat publicats en revistes científiques i varen tenir difusió internacional. La majoria de les seves investigacions es poden trobar al Journal of Clinical Endocrinology and Metabolism, al Biochemical Journal, al Journal of Endocrinology i en Hormone Research.